# Монро (округ, Пенсільванія)
Шаблон:StateAbbr_ 41°04′ пн. ш. 75°20′ зх. д. / 41.06° пн. ш. 75.34° зх. д.
Округ  Монро (англ. Monroe County) — округ (графство) у штаті  Пенсільванія, США. Ідентифікатор округу 42089.

## Історія
Округ утворений 1836 року.

## Демографія
За даними перепису 
2000 року 
загальне населення округу становило 138687 осіб, зокрема міського населення було 71719, а сільського — 66968.
Серед мешканців округу чоловіків було 68490, а жінок — 70197. В окрузі було 49454 домогосподарства, 36459 родин, які мешкали в 67581 будинках.
Середній розмір родини становив 3,16.
Віковий розподіл населення поданий у таблиці:
| Стать    | До 15 років | 15-21 | 22-29 | 30-39 | 40-49 | 50-65 | 65-85 | Понад 85 |
| -------- | ----------- | ----- | ----- | ----- | ----- | ----- | ----- | -------- |
| Чоловіки | 15819       | 7189  | 5184  | 10040 | 11682 | 10989 | 7126  | 461      |
| Жінки    | 14891       | 7086  | 5265  | 10926 | 11678 | 10902 | 8339  | 1110     |

## Суміжні округи
- Вейн — північ
- Пайк — північний схід
- Сассекс, Нью-Джерсі — північний схід
- Воррен, Нью-Джерсі — схід
- Нортгемптон — південь
- Карбон — захід
- Лузерн — північний захід
- Лекаванна — північний захід

## Виноски
1. ↑  U.S. Decennial Census. United States Census Bureau. Архів оригіналу за 19 липня 2018. Процитовано 9 березня 2015.
2. ↑  Historical Census Browser. University of Virginia Library. Архів оригіналу за 11 серпня 2012. Процитовано 9 березня 2015.
3. ↑  Forstall, Richard L., ред. (24 березня 1995). Population of Counties by Decennial Census: 1900 to 1990. United States Census Bureau. Архів оригіналу за 20 березня 2015. Процитовано 9 березня 2015.
4. ↑  Census 2000 PHC-T-4. Ranking Tables for Counties: 1990 and 2000 (PDF). United States Census Bureau. 2 квітня 2001. Архів оригіналу (PDF) за 18 грудня 2014. Процитовано 9 березня 2015.
5. ↑  State & County QuickFacts. United States Census Bureau. Архів оригіналу за 6 червня 2011. Процитовано 20 листопада 2013.(англ.) Наведено за англійською вікіпедією.
6. ↑  American FactFinder. Бюро перепису населення США. Архів оригіналу за 26 лютого 2012. Процитовано 31 січня 2008.

| США | Це незавершена стаття з географії США. Ви можете допомогти проєкту, виправивши або дописавши її. |